# Аверза
Аверза (итал. Aversa) град је у јужној Италији. Аверза је други по величини град округа Казерта у оквиру италијанске покрајине Кампанија.

## Географија
Град Аверза налази се у јужном делу Италије, на 25 km северно од Напуља. Град је налази усред плодне и густо насељене Кампањске равнице на надморској висини од око 40 m.

### Клима
| Клима (Аверза)             | Клима (Аверза) | Клима (Аверза) | Клима (Аверза) | Клима (Аверза) | Клима (Аверза) | Клима (Аверза) | Клима (Аверза) | Клима (Аверза) | Клима (Аверза) | Клима (Аверза) | Клима (Аверза) | Клима (Аверза) | Клима (Аверза) |
| Показатељ \ Месец          | .Јан.          | .Феб.          | .Мар.          | .Апр.          | .Мај.          | .Јун.          | .Јул.          | .Авг.          | .Сеп.          | .Окт.          | .Нов.          | .Дец.          | .Год.          |
| -------------------------- | -------------- | -------------- | -------------- | -------------- | -------------- | -------------- | -------------- | -------------- | -------------- | -------------- | -------------- | -------------- | -------------- |
| Средњи максимум, °C (°F)   | 13,0 (55,4)    | 13,0 (55,4)    | 15,0 (59)      | 18,0 (64,4)    | 23,0 (73,4)    | 26,0 (78,8)    | 29,0 (84,2)    | 30,0 (86)      | 26,0 (78,8)    | 22,0 (71,6)    | 17,0 (62,6)    | 14,0 (57,2)    | 30 (86)        |
| Средњи минимум, °C (°F)    | 4,0 (39,2)     | 4,0 (39,2)     | 6,0 (42,8)     | 8,0 (46,4)     | 12,0 (53,6)    | 16,0 (60,8)    | 18,0 (64,4)    | 18,0 (64,4)    | 15,0 (59)      | 12,0 (53,6)    | 8,0 (46,4)     | 5,0 (41)       | 4 (39,2)       |
| Количина падавина, mm (in) | 104,0 (40,94)  | 98,0 (38,58)   | 86,0 (33,86)   | 76,0 (29,92)   | 50,0 (19,69)   | 34,0 (13,39)   | 24,0 (9,45)    | 42,0 (16,54)   | 80,0 (31,5)    | 130,0 (51,18)  | 162,0 (63,78)  | 121,0 (47,64)  | 1,007 (396,47) |
| Извор:                     |                |                |                |                |                |                |                |                |                |                |                |                |                |

## Становништво
Према резултатима пописа становништва 2011. у општини је живело 52.830 становника.
| 1931.  | 1936.  | 1951.  | 1961.  | 1971.  | 1981.  | 1991.  | 2001.  | 2011.  |
| ------ | ------ | ------ | ------ | ------ | ------ | ------ | ------ | ------ |
| 24.953 | 26.538 | 34.103 | 40.336 | 47.332 | 56.425 | 54.032 | 53.369 | 52.830 |

Аверза данас има око 56.000 становника, махом Италијана. Последњих деценија број становника у граду стагнира.

## Партнерски градови
- Пратола Сера
- Алифе